# Remigijus Ačas
Remigijus Ačas (ur. 27 grudnia 1962 w Retowie) – litewski polityk, przedsiębiorca, poseł na Sejm Republiki Litewskiej.

## Życiorys
W 1986 ukończył studia z zakresu inżynierii mechanicznej na Litewskim Uniwersytecie Rolniczym. W 2006 został absolwentem prawa i zarządzania na Uniwersytecie Michała Römera w Wilnie. Do 1991 pracował na różnych stanowiskach w przedsiębiorstwach technicznych i remontowych, później przez dwa lata był zastępcą dyrektora firmy dostawczej w Rosieniach. Od 1993 do 2002 zajmował kierownicze stanowiska w spółkach prawa handlowego.
Od 2000 należał do Litewskiego Związku Liberałów, z którego odszedł w 2002 wraz z Rolandasem Paksasem, współtworząc nowe ugrupowanie – Partię Liberalno-Demokratyczną (od 2006 działającej pod nazwą Porządek i Sprawiedliwość), w której nieprzerwanie zajmuje stanowisko wiceprezesa. Gdy założyciel LDP został prezydentem Litwy, Remigijus Ačas pełnił przez rok funkcję jego doradcy.
W 2004 uzyskał mandat poselski, był m.in. wiceprzewodniczącym klubu parlamentarnego swojego ugrupowania. W wyborach parlamentarnych w 2008 ponownie został posłem (z listy partyjnej). Złożył mandat w 2011 w związku z powołaniem na urząd mera rejonu rosieńskiego. Zrezygnował z tej funkcji, powracając w 2012 do Sejmu.